# Ratanpur (Maharashtra)
Ratanpur és una població de l'estat de Maharashtra, a l'antic estat de Rajpipla a Rewa Kantha, a 25 km al nord-est de la ciutat de Broach, situada a 21° 24′ N, 73° 26′ E / 21.400°N,73.433°E.
El 1705 els marathes van obtenir una notable victòria a Ratanpur sobre l'exèrcit mogol d'Aurangzeb manat per Safdar Khan Babi i Nagar Ali Khan. A pocs quilòmetres al sud-oest hi ha unes mines. Al cim d'un turo hi ha la tomba de Bawa Ghor, un santó que feia miracles, on se celebra un fira religiosa cada any.